# BAT (terminal)
De BAT, BP Amsterdam Terminal, ligt in het Westelijk Havengebied van Amsterdam.  De BAT is een moderne import- en exportterminal voor diverse brandstoffen zoals propaan, butaan, benzine, gasolie en diesel. Met 77 tanks en een totale opslagcapaciteit van 1 miljoen m3 is de BAT een van de grootste opslagbedrijven voor brandstoffen in Europa. Tankers tot 135.000 ton kunnen aan de kade bij de terminal afmeren. 
In februari 2016 werd de terminal overgenomen door Zenith Energy. De overnamesom is niet bekendgemaakt. Dit Amerikaanse bedrijf heeft al diverse terminals voor olieproducten en petrochemische producten, met name in Latijns-Amerika, het Caribisch gebied, Europa en Afrika.